# Giovanni Baixeras Berenguer
Giovanni Baixeras Berenguer C.M.F., in spagnolo Juan Baixeras Berenguer (Castellterçol, 21 novembre 1913 – Barbastro, 15 agosto 1936), è stato un religioso spagnolo, martirizzato a Barbastro durante la Guerra civile spagnola e venerato come beato dalla Chiesa cattolica.

## Biografia
I genitori di Giovanni erano imprenditori nel settore tessile, ebbero tre figli claretiani: Oltre a Giovanni, Michele - anch'egli martire a Lleida - e Ramon seguirono la vocazione nell'Istituto claretiano.
A sette anni scappò di casa per raggiungere il fratello Michele che studiava a Vic, dopo aver percorso sette chilometri venne riconosciuto da uno zio che si trovava per caso a percorrere la stessa strada e lo ricondusse a casa. Era di carattere aperto e spigliato, sempre di buon umore con una predisposizione alle arti. Aveva una meta chiara: La sua vocazione. A 12 anni entrò nel postulantato di Alagon. A Vic emise i voti il 15 agosto del 1930.
Al fratello Ramon che allora risiedeva in Sicilia, scriveva in occasione del Natale del 1935: "La situazione politica spagnola è piuttosto oscura...Dobbiamo essere preparati a qualsiasi evenienza, anche alla morte. Aiutiamoci con la preghiera." E ai parenti, qualche mese più tardi, non nascondeva i suoi timori: "Forse fra non molto saprete che ho versato il mio sangue a prova della mia Fede. Rallegratevi, avrete un intercessore in cielo... Proprio con il sangue dei primi martiri si ebbe una crescita straordinaria della Chiesa! Cerchiamo di essere buoni cristiano e l'onestà della nostra buona condotta come il vento dissiperà le nubi tempestose, perché torni a brillare il sole della giustizia (il Cuore di Gesù) sul suolo della nostra Patria."
Il primo luglio 1936 arrivò al seminario di Barbastro. Il 20 luglio 1936 il seminario venne assaltato e perquisito dalle milizie anarchiche per cercare delle armi. Insieme alla maggior parte dei confratelli Giovanni fu arrestato e rinchiuso nel salone degli atti accademici della scuola degli Scolopi, che divenne la loro prigione improvvisata.
Firmò la lettera di offerta alla Congregazione con queste parole:
(Juan Baixeras Berenguer, Firma sulla lettera di offerta alla Congregazione)

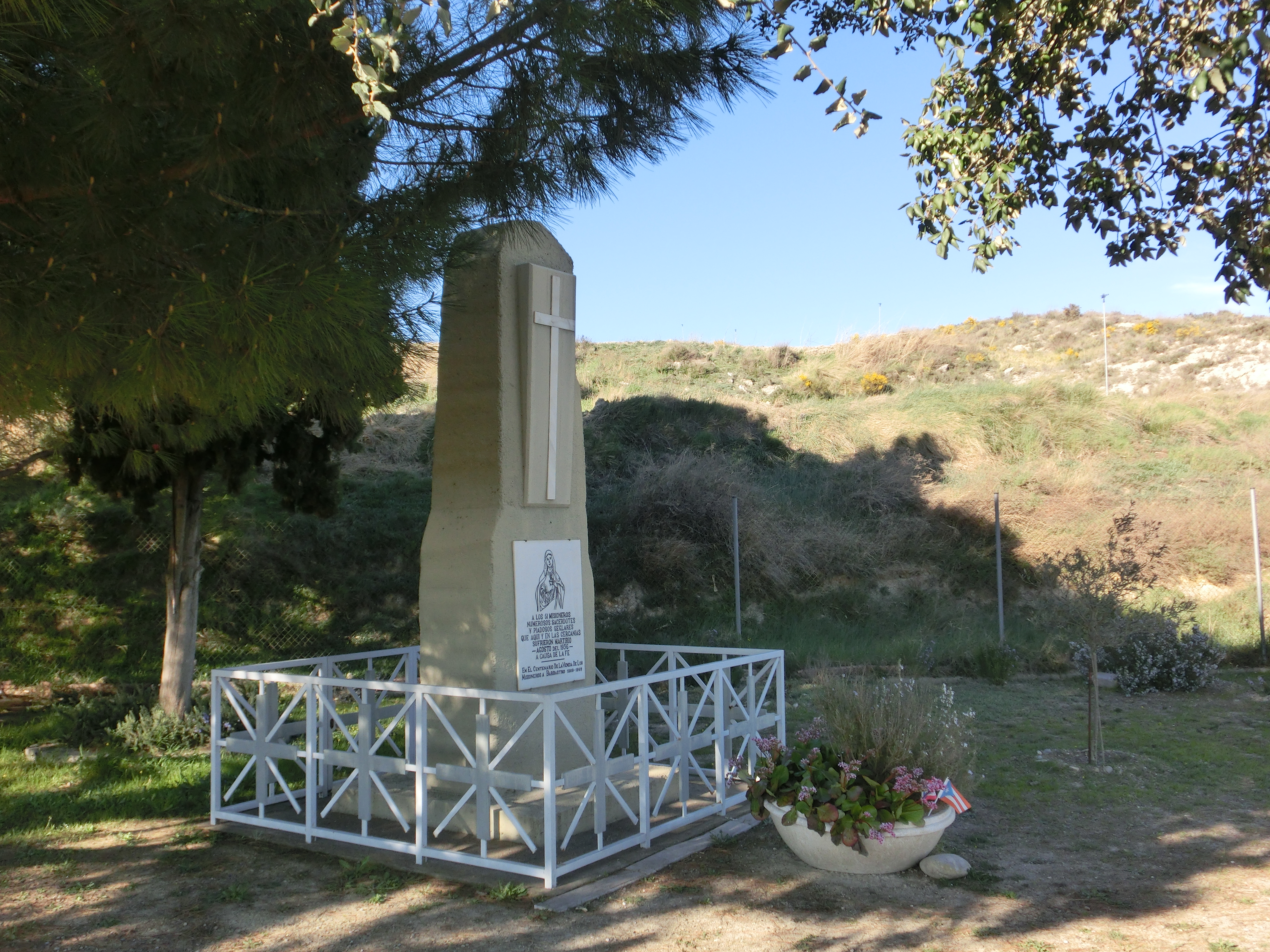
Monumento funebre nel luogo della fucilazione

Insieme a 19 suoi confratelli Giovanni Baixeras Berenguer è stato fucilato nelle prime ore del 15 agosto sul ciglio di una strada fuori città, fece parte del quarto gruppo di claretiani di Barbastro che subirono il martirio. I loro corpi sono stati gettati in una fossa comune.
Nel 2013 è uscito un film sulla vicenda intitolato Un Dio vietato per la regia di Pablo Moreno.

## Culto

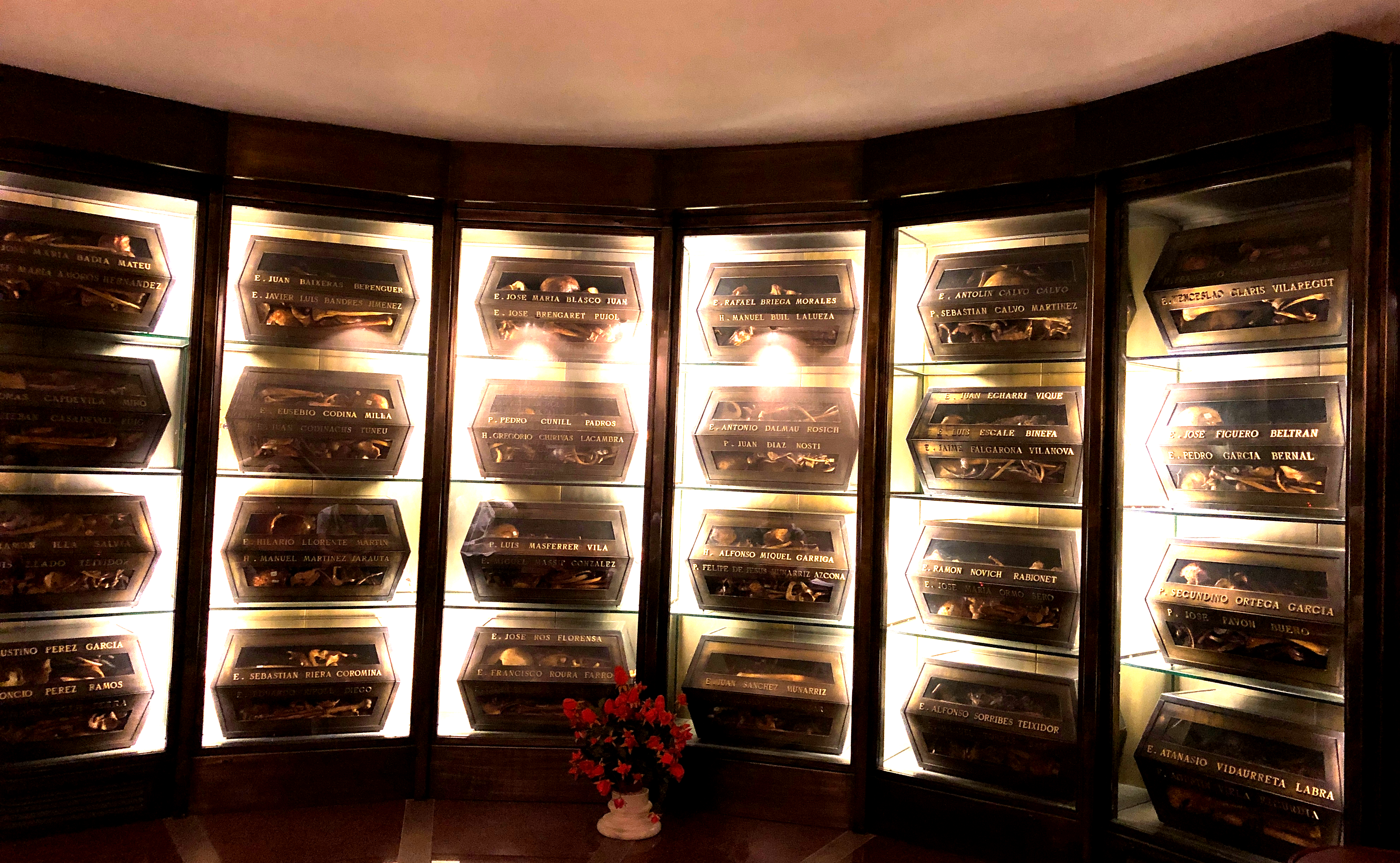
Cripta ubicata sotto all'altare della chiesa annessa al museo dei martiri Claretiani di Barbastro

Dopo la guerra i resti dei martiri furono riesumati dalle fosse comuni e, grazie alle medagliette metalliche cucite dalla lavanderia del seminario sulle loro tonache, è stato possibile risalire ai nomi delle singole persone. I resti sono composti in teche e si possono oggi venerare nella cripta della chiesa annessa al museo.
Il 20 maggio 1947 nella diocesi di Barbastro si aprì il processo informativo circa il martirio che si chiuse il 23 settembre 1949. L'8 febbraio 1961, invece, fu promulgato il Decreto sugli scritti. La dichiarazione di validità del processo, con Decreto del 9 febbraio 1990, portò alla trasmissione della “Positio super martyrio” alla Congregazione delle Cause dei Santi nello stesso anno.
A seguito della riunione della commissione teologica che si tenne il 4 febbraio 1992 e di quella dei cardinali e vescovi della Congregazione si arrivò, il 7 marzo 1992, alla promulgazione del Decreto sul martirio. La beatificazione avvenne a Roma, ad opera di Giovanni Paolo II, il 25 ottobre 1992.
La Chiesa cattolica lo ricorda il 15 agosto.